# Distrito histórico de Georgia Avenue-Butler Avenue
El Distrito histórico de Georgia Avenue-Butler Avenue es un distrito histórico ubicado en North Augusta, Carolina del Sur, Estados Unidos. El distrito fue incluido en el Registro Nacional de Lugares Históricos en 1984.

## Historia
El área, aunque pequeña (que consta de sólo dieciséis propiedades en total), es importante en términos de ofrecer perspectivas sobre el desarrollo de Aiken. En el distrito es posible experimentar los orígenes anteriores a la guerra, su era de centro invernal y, finalmente, su maduración como comunidad abierta durante todo el año. Los edificios, muchos de los cuales fueron construidos entre 1900 y 1930, están protegidos de la vista por árboles y arbustos.